# Rugosophysis frater
Rugosophysis frater là một loài bọ cánh cứng trong họ Cerambycidae.